# Corporación Favorita
Corporación Favorita C.A. es un conglomerado de Ecuador de tiendas de autoservicio, inversiones inmobiliarias, generación eléctrica, producción de alimentos y productos de primera necesidad, comercio, y ferretería. La compañía actualmente está presente en 6 países: Costa Rica, Chile, Ecuador, Panamá, Paraguay y Perú; sus acciones se cotizan en la Bolsa de Valores de Quito y Bolsa de Valores de Guayaquil.

## Historia
En 1952, Guillermo Wright Vallarino, un empresario Ecuatoriano, abrió en el Centro Histórico de Quito, la Bodega La Favorita, un local que se dedicaba a la venta de jabones, vela, y viveres de importación.
Tras cinco años de trabajo, el 26 de noviembre de 1957 se constituyó Supermercados La Favorita C.A, en la calle Robles y avenida Amazonas, en Quito, el cual permanecería en servicio hasta 1980.
En 1971 se abrió el primer local de Supermaxi en Quito en el Centro Comercial Iñaquito, y en 1979 el primero en Guayaquil en el Centro Comercial Policentro. En 1978 se estrena el primer local del Salón del Juguete, hoy Juguetón.
En 1983 la compañía cambió su nombre de Bodega La Favorita a Supermaxi. 
En 2001 vivió un incendio redujo a cenizas 45 000 m² de sus bodegas.
En septiembre de 2002 se inauguró el nuevo complejo administrativo y el Centro de Distribución en Cotogchoa. En ese mismo año se crearon las Marcas Propias Supermaxi y Akí, "marcas blancas" o "marcas de distribuidor".
En 2006 entró en operación la Central Hidroeléctrica Calope de Enermax que provee a las empresas filiales de la Corporación de energía.
Debido al giro de negocios que con el pasar de los años adquirió la empresa, en la Junta General de Accionistas que se realizó el 28 de marzo de 2008, Supermercados La Favorita C.A. cambió su denominación comercial a Corporación Favorita C.A